# زاچوپکی-کولونگا
زاچوپکی-کولونگا (به لهستانی:  Zaczopki-Kolonia) یک روستا در لهستان است که در گمینا روکیتنو واقع شده‌است.